# Gruntz
Gruntz est un jeu de puzzle pour PC, sorti en février 1999 par Monolith Productions.

## Scénario
Le scénario dans Gruntz n'est pas très important il est juste sujet pour la cinématique l’introduction du début et pour l’introduction et de fin.Tous les niveaux se feront sous forme de didacticiel avec du texte avec un peu d'humour pour expliquer le fonctionnement d'un outil.
L'histoire se déroule dans un pays lointain nommé « Groan », les habitants de ce monde appelés « Gruntz » jouaient paisiblement sur la colline quand un Grunt découvre alors deux gros boutons violets. Se demandant ce qu'il venait de découvrir, il appela sa tribu et son roi.
Non loin de là, un gang de Gruntz — les « Grognons » — espionnait les Gruntz qui semblaient s'amuser de leur trouvaille. Deux Gruntz sautèrent en même temps sur les deux boutons violets et un vortex apparut à ce moment-là. Tout de suite après, le chef de l'autre gang décida d'envoyer l'assaut sur les pauvres Gruntz. Pris par surprise, ils n'ont alors d'autres choix que de sauter dans le tourbillon pour fuir leurs assaillants qui tour par tour se mettent également à sauter dans le vortex afin de les poursuivre. Tous les Gruntz partirent alors vers d'autres mondes en espérant qu'un jour ils retrouvent le leur.

## Niveaux
- Entraînement : Le tutoriel du jeu
- Rocky Rocz : Une vallée montagneuse et rocailleuse situé sur des gisements d'asphalte.
- Gruntzigloo : Une vallée glaciaire recouverte de neige.
- Tropicz Panic : Une jungle tropicale luxuriante parcourue de faille volcanique.
- Bonbonz à gogo : Un vaste champ de nuages où poussent des sucreries.
- Laz Vegaz : Un casino démesuré flottant dans les airs.
- Chérie, j'ai rétréci les Gruntz : Une cuisine gigantesque où les Gruntz se trouvent rapetissés.
- Mini Golf : Un terrain de mini-golf disproportionné
- Astrogruntz : Une station spatiale installé sur une planète lunaire dérivant dans l'espace

## Système de jeu
Gruntz est un jeu de puzzle ou les joueurs doivent résoudre une variété de puzzle et/ou de tâches pour compléter le jeu. Le terrain de jeu consiste en une vue de dessus de la carte, sur laquelle vous devez guidez vos gruntz. Pour se déplacer, le joueur doit sélectionner un gruntz, puis cliquer sur la destination désirée sur la carte. Les gruntz peuvent porter une grande variété d'outils qu'ils peuvent utiliser pour avancer à travers les niveaux.
Les outils doivent être portés par les gruntz pour être utilisés dans une bataille ou pour résoudre des puzzles. Chaque outil cause un certain nombre de dégâts. L'outil le plus faible sont les mains nues, que possède automatiquement tout grunt qui vient d'être créé. Le seul grunt qu'un grunt mains nues peut battre est un autre grunt mains nues s'il donne le premier coup. L'outil le plus puissant est la bombe à retardement, qui tue tous les gruntz dans un rayon de 1 carré (incluant le grunt lui-même s'il ne fait pas attention). La plupart des armes peuvent être utilisées pour d'autres tâches, comme marcher sur des piques, nager, briser des objets ou creuser des trous. Un grunt ne peut porter qu'un seul outil à la fois.
En plus des outils, les jouets peuvent être utilisés contre tous les ennemis gruntz pour les forcer à s'arrêter et à jouer avec leurs jouets pendant une certaine période de temps, vous permettant de les éviter sans combattre. Le plus mauvais jouet est le yo-yo, qui se casse presque instantanément. Le meilleur jouet est le ballon, qui dure le plus longtemps. Comme les outils, un grunt ne peut avoir qu'un jouet à la fois, mais il a la possibilité de poser son jouet par terre, d'en prendre un autre et de revenir prendre l'ancien quand il le désire.
Les bonus sont collectés comme les outils et les jouets, la différence est qu'ils ne durent que pendant une période de temps limitée après que vous avez emmené votre gruntz dessus. La plupart des bonus se contenteront d'améliorer une des capacités du grunt, comme augmenter sa barre de vie, le rendre plus rapide, ou plus résistant, mais deux de ces bonus (Coup fatal et Conversion) ont des effets différents. Coup fatal est un outil temporaire qui donne au grunt la possibilité de tuer les gruntz près de lui en un coup et qui ne requiert pas de temps de recharge, tant que le bonus dure. Conversion permet à un grunt de convertir tous les gruntz ennemis; il n'aura pas de durée limitée, mais sa barre de vie descendra continuellement jusqu'à ce qu'il meure, sauf s'il convertit un grunt, ce qui remontera légèrement sa barre.
il y avait aussi les malus uniquement dans le mode Batailles la différence avec les bonus c'est que il s'applique uniquement pour les autres joueurs par exemple un changement de couleur ce qui oblige Vaugrante à compter entre il y avait aussi la diminution de l'écran pendant 2 à 5 minutes votre champ de vision se rétrécit
Il y a deux modes de jeu dans Gruntz, les quêtes et les batailles :
- Dans les quêtes, vous devez emmener vos gruntz jusqu'au roi, tout en récupérant la pierre du Warp que vous devez lui apporter ;
- Dans les batailles, il y a 2 à 4 joueurs. Ceux-ci peuvent être soit des humains, soit contrôlés par l'ordinateur. L'objectif est de battre ses adversaires en envoyant un grunt à l'intérieur de leur fort, tout en défendant le sien. Le jeu finit quand il n'y a plus qu'un joueur restant (ou quand tous les joueurs humains ont abandonné).

Il y a beaucoup d'objets dans les gruntz, voici une petite liste : paille, révolver, kit à souder, gants, kit d'espion, pelle, épée, bouclier, kit pour poser des briques, canon, grosse pierre à lancer sur l'autre…

Il y a aussi quelques bonus :
- l'invisibilité (rend invisible celui qui le prend) temps limité ;
- force (Il peut ainsi tuer des gruntz avec des objets plus fort que lui) temps limité ;
- l'invulnérabilité ( Il rend invulnérable celui qui le prend) temps limité ;
- la mort (le grunt qui le possède a juste à toucher un grunt adversaire pour le tuer) temps limité ;

la liste de quelques malus :
- changement de couleur (permet à vos Gruntz de se combattre) ;
- rétrécissement de l'écran (pour quelques minutes).

Il y a aussi un outil qui est le maçon qui permet de créer des briques qui ont trois niveaux dans le mode baston elles sont utilisées principalement pour défendre le roi dans le mode quête elles sont utilisées pour ralentir le joueur toutes les brick sont marron pour savoir dans quel niveau ou sont cachés les couleurs il est conseillé d'utiliser un l'outil détective. il y a cinq couleurs pour les briques il n'y a que la bleue qui est utilisée uniquement pour le mode baston les couleurs et leur utilité.
- la brique marron : c'est la brique standard elle peut être cassée avec des gants avec des explosifs ou avec bombe à retardement
- la brique rouge : elle fait perdre l'outil elle peut être cassé avec des gants avec des explosifs ou avec bombe à retardement
- la brique bleue : elle téléporte le Grunt autre part dans la MAP. elle peut être cassé avec des gants avec des explosifs ou avec bombe à retardement
- la brique jaune : c'est une brique résistante elle ne peut être cassée que avec une bombe ou une bombe à retardement
- la brique noire : elle tue le Grunt elle peut être cassée avec des gants avec des explosifs ou avec bombe à retardement